# Malemort (település)
Malemort község Franciaország Új-Aquitania régiójában, Corrèze megyében. Új községként 2016. január 1-jén jött létre két korábbi község: Malemort-sur-Corrèze és Venarsal egyesítésével. Lakosainak száma 7995 fő (2022. január 1.).

## Népesség
| Lakosok száma | 7985 | 7984 | 7984 | 8050 | 8027 | 7995 |
|               | 2017 | 2018 | 2019 | 2020 | 2021 | 2022 |